# Lex Valeria de Sulla dictatore
Die Lex Valeria de Sulla dictatore war ein Ermächtigungsgesetz der Zeit der römischen Republik aus dem Jahr 82 v. Chr., das vom Interrex L. Valerius Flaccus in die Zenturiatskomitien eingebracht worden war, wohl unrechtmäßig, denn der Interrex war zur Gesetzeseinbringung in den Comitien nach altem Herkommen nicht befugt. Es räumte dem Politiker und Feldherrn Sulla diktatorische Amtsbefugnisse auf Lebenszeit ein.

## Gesetzeszweck
Das Gesetz verlieh Sulla nicht nur diktatorisches Imperium (dictator legibus scribundis et rei publicae constituendae – Diktator für die Abfassung von Gesetzen und die Neuordnung des Staates), es genehmigte all jene Maßnahmen nachträglich, die er während seiner Auseinandersetzungen mit den innenpolitischen Gegnern während seines Zweiten Marsches auf Rom ergriffen hatte. Mit tatkräftiger Unterstützung des Politstrategen Gnaeus Pompeius Magnus, konnte Sulla die Popularen schließlich zu besiegen. Der Rechtshistoriker Okko Behrends resümiert die Vorgänge als eine durch Staatsstreich usurpierte Militärherrschaft. Cicero rezipierte die gesetzliche Einrichtung einer Tyrannis, ähnlich äußerte sich Seneca.
Das Gesetz schuf die rechtlichen Grundlagen für Proskriptionen, was die Verfolgung und Massentötung politischer Gegner erlaubte. Auf Feinde, die für besonders gefährlich erachtet wurden, wurden sogar Kopfgelder ausgesetzt. Das Regelwerk war so konzipiert, dass sogar bereits ausgesprochene Ächtungen von ihm erfasst waren, es also Rückwirkung erzielte. Das Nähere zu den Rechtsfolgen, die Täter, Tatbeteiligte und Familienangehörige zu erwarten hatten, regelte ein berüchtigtes Vollzugsgesetz, die Lex Cornelia de proscriptione.
Um die alte „Adelsrepublik“ wiederherzustellen, erließ Sulla im Zeitraum zwischen 82 und 79 v. Chr. eine Vielzahl von Verfassungs- und Strafvorschriften, die als Leges Corneliae zusammengefasst werden. Trotz seiner Machtfülle respektierte Sulla die althergebrachten republikanischen Rechtsgrundsätze. Insbesondere leitete er seine Regierungszeit aus einem tradierten Verfassungsverständnis ab. Ab 79 v. Chr. war die nach seinen Vorstellungen verfolgte Wiederherstellung der Verfassung abgeschlossen, weshalb er eine weitreichende Konsequenz zog. Um Macht nicht zweckungebunden innezuhaben, gab er die Diktatur vor der römischen Volksversammlung wieder ab und trat zurück. Zwar gründete seine Macht nicht auf dem Ansehen beim Senat, sondern eher auf seiner Befehlsgewalt über die Legionen, sein Rücktritt passte aber zu den traditionellen republikanischen Gepflogenheiten.

## Ergänzende Literaturhinweise
- Holger Behr: Die Selbstdarstellung Sullas: ein aristokratischer Politiker zwischen persönlichem Führungsanspruch und Standessolidarität, zugleich Dissertation, Universität Frankfurt (Main), 1991, Lang, Frankfurt (Main) 1993, ISBN 3-631-45692-1.
- Karl Christ: Sulla: eine römische Karriere, Beck, München 2002, ISBN 3-406-49285-1.
- Max Kaser: Römische Rechtsgeschichte. § 29 Die Strafgerichtsbarkeit und das Strafrecht 2., neubearbeitete Auflage. Vandenhoeck & Ruprecht, Göttingen 1976, ISBN 3-525-18102-7, S. 125.